# Chiesa di Santa Elisabetta (Parma)
La chiesa di Sant'Elisabetta è un luogo di culto cattolico sconsacrato dalle forme rinascimentali e barocche, situato in piazzale Salvo D'Acquisto a Parma, nell'omonima provincia; dal dicembre del 2008 è sede della Casa del Suono.

## Storia

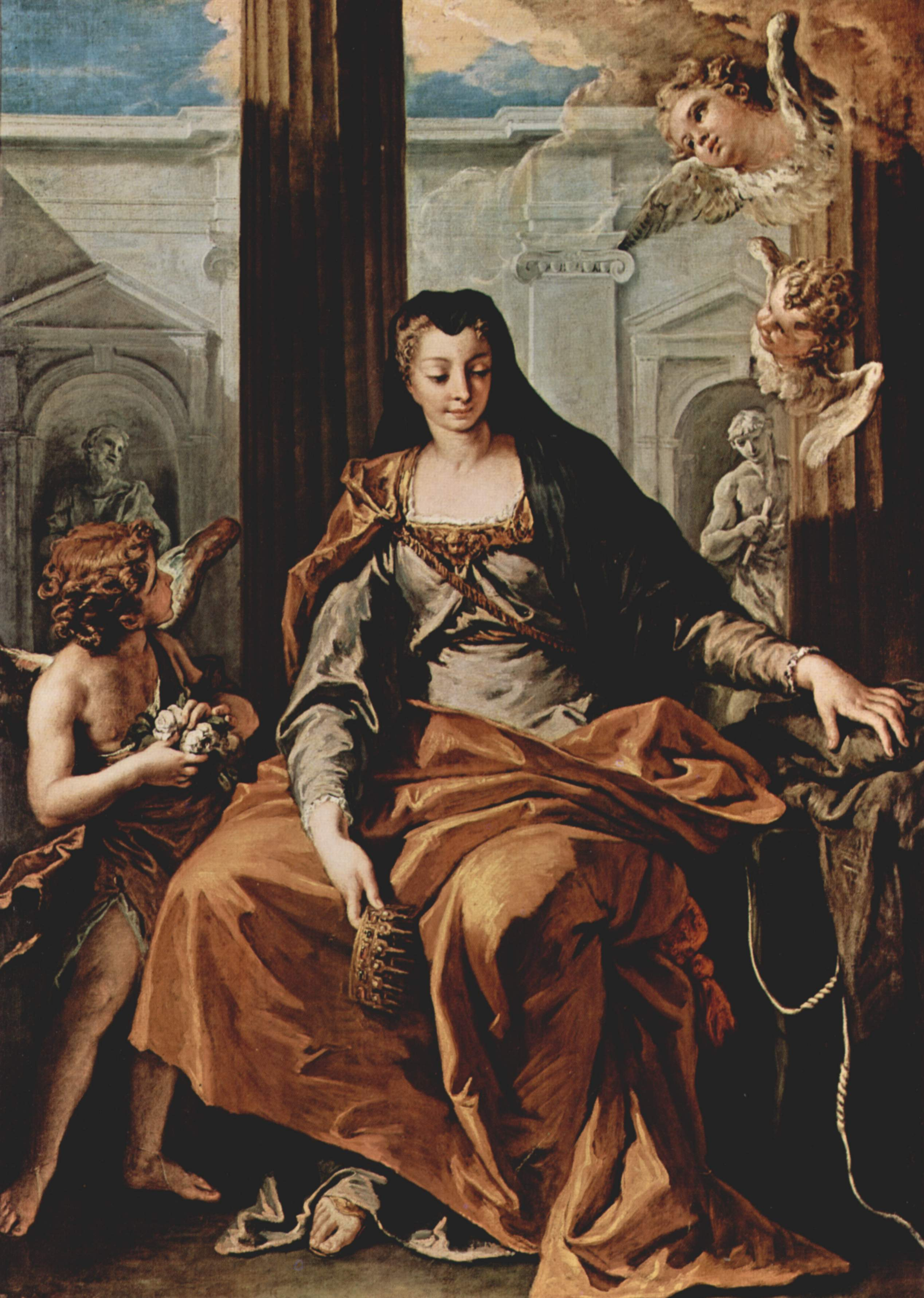
Santa Elisabetta, Regina d'Ungheria, di Sebastiano Ricci, originariamente realizzata per la chiesa

Sul luogo dell'odierno piazzale Salvo D'Acquisto, nel 1487 le suore del Terz'ordine francescano fondarono, su un terreno loro concesso dai frati di San Francesco del Prato, il monastero detto della "Campana", della "Carità" o della "Colombina"; nel 1488 acquistarono inoltre una cappella sul margine occidentale dell'isolato, che adibirono a oratorio del convento di clausura.
Nel 1662 le monache incaricarono l'ingegnere comunale Carlo Magnani, figlio dell'architetto Giovanni Battista, dell'edificazione di una nuova chiesa dedicata a sant'Elisabetta d'Ungheria, separata in due sezioni: la più ampia aperta al pubblico e la più piccola destinata alle suore di clausura. L'antico oratorio e i fabbricati adiacenti furono quindi abbattuti e i lavori di costruzione furono avviati, ma subirono un'interruzione di alcuni anni; il cantiere fu concluso soltanto nel 1674, l'anno dopo la morte nel 1673 del progettista.
In seguito alla soppressione degli ordini religiosi sancita da Napoleone nel 1805, il monastero fu confiscato dal governo e adibito nel 1810 a infermeria del nuovo carcere, collocato nell'ex monastero di San Francesco del Prato; la chiesa fu invece spogliata di tutti gli arredi e trasformata in magazzino; tra le numerose opere rimosse, fu alienata a privati la pala d'altare raffigurante Santa Elisabetta Regina d'Ungheria, dipinta da Sebastiano Ricci.
Il complesso cambiò destinazione più volte nei decenni seguenti, sprofondando nel degrado. Il convento fu trasformato nel 1815 in caserma, nel 1816 in abitazione per le guardie carcerarie, nel 1819 in carcere, dapprima minorile e successivamente femminile; nel 1864 fu adibito a nosocomio e in seguito a sede scolastica; dopo la seconda guerra mondiale divenne un ricovero per vagabondi e sfollati e infine fu completamente abbattuto dopo il 1970 e trasformato nel piazzale alberato. La chiesa, invece, fu trasformata in falegnameria e successivamente in deposito di un archivio; dopo anni di abbandono fu completamente restaurata dopo il 2003 e adibita nel 2007 a sede della Casa del Suono; la cerimonia di inaugurazione del museo si svolse il 20 dicembre del 2008 alla presenza delle principali autorità cittadine.

## Descrizione

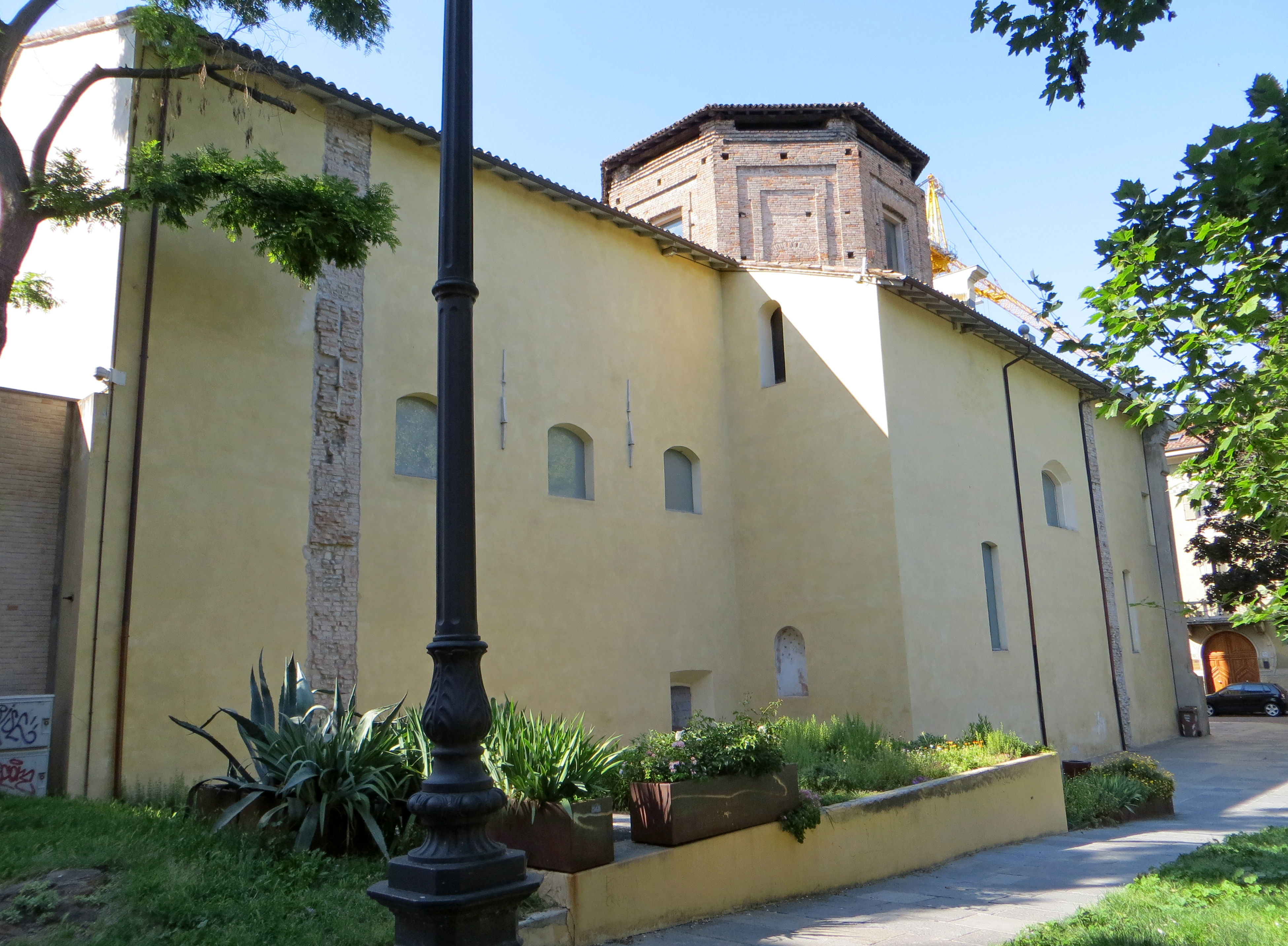
Lato sud-est

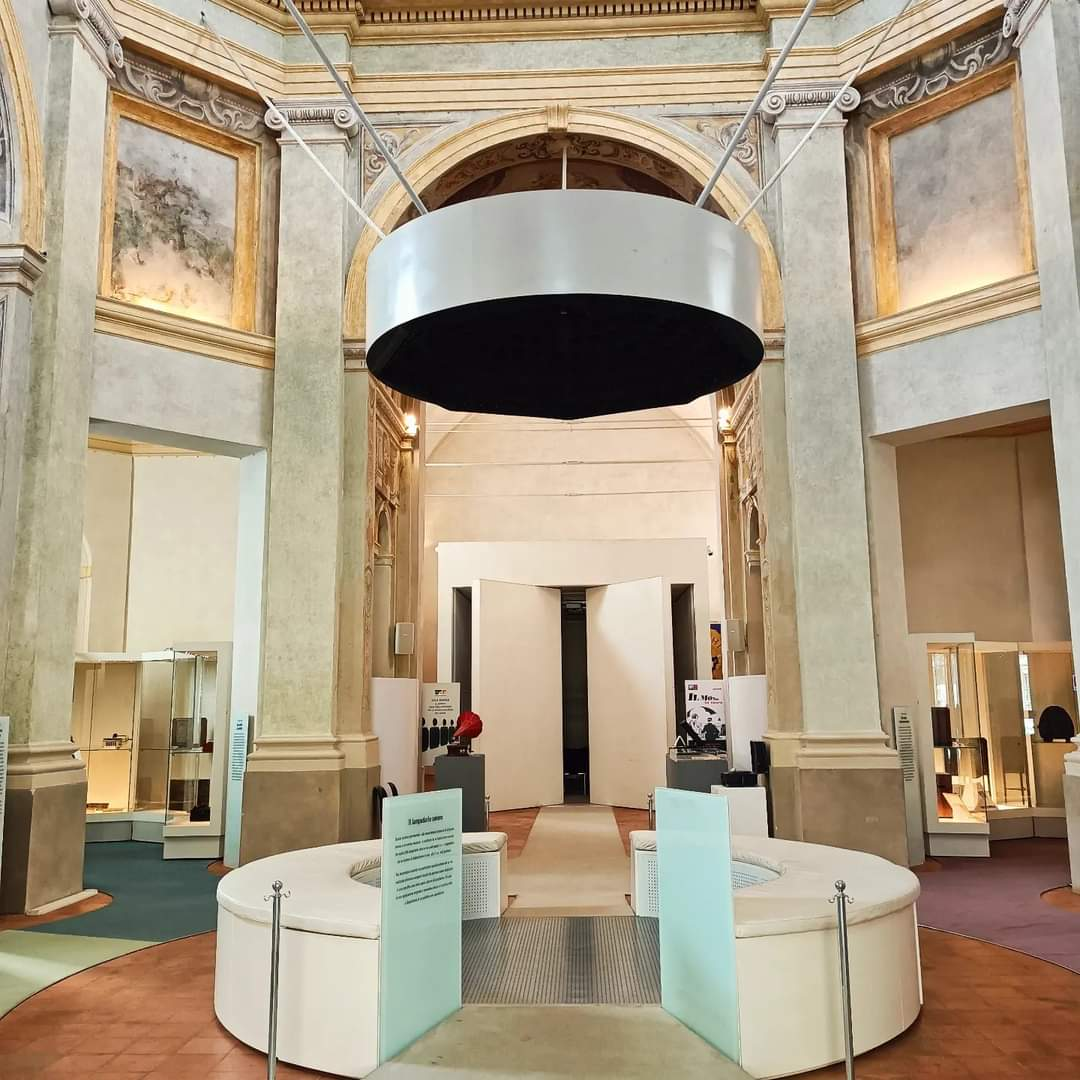
Interno

La chiesa si sviluppa su una pianta centrale quadrata, in cui è inscritta l'aula ad ottagono affiancata da quattro bracci e quattro cappelle alle estremità; sul retro si allunga la navata unica della cappella delle monache, in origine separata dalla chiesa pubblica da un muro abbattuto dopo il 1805.
La simmetrica facciata, interamente intonacata, è suddivisa orizzontalmente da una trabeazione in aggetto, decorata con triglifi. Inferiormente lo spazio è tripartito da quattro lesene con capitelli dorici, elevate su un alto basamento; nel mezzo un ampio arco a tutto sesto inquadra il portale d'ingresso, sormontato da una nicchia rettangolare rivestita in laterizio e, più in alto, da una finestra ad arco ribassato delimitata da cornice; ai lati si aprono due coppie di monofore ad arco a tutto sesto, con cornici in rilievo. Superiormente la fronte è tripartita da due lesene coronate da capitelli ionici, elevate in continuità con le due centrali inferiori; nel mezzo il prospetto è coronato dalla trabeazione in aggetto e dall'attico, mentre ai lati si stagliano due doppie volute.
All'interno la chiesa pubblica, occupata dall'esposizione permanente della Casa del Suono, si sviluppa su un impianto tipicamente rinascimentale, ma presenta decorazioni dai tratti barocchi. Negli spigoli dell'aula ottagonale si innalzano otto lesene coronate da capitelli ionici, a sostegno della trabeazione perimetrale, su cui si impostano i pennacchi e il tiburio; i quattro bracci uguali sono coperti da volte a botte, ornate con affreschi realizzati agli inizi del XVIII secolo da vari artisti di scuola emiliana; altri dipinti si trovano nelle specchiature dei lati obliqui dell'aula; si distinguono in particolare le raffigurazioni di due Angeli  poste nel braccio di sinistra, eseguite probabilmente da Sebastiano Galeotti.
Un'arcata a tutto sesto dietro all'originario presbiterio separa la chiesa pubblica dalla cappella delle monache; l'ambiente, coperto da volta a botte e affiancato da una serie di lesene alternate alle finestre ad arco ribassato, è utilizzato per le esposizioni temporanee.